# Чеслав Пшибильський

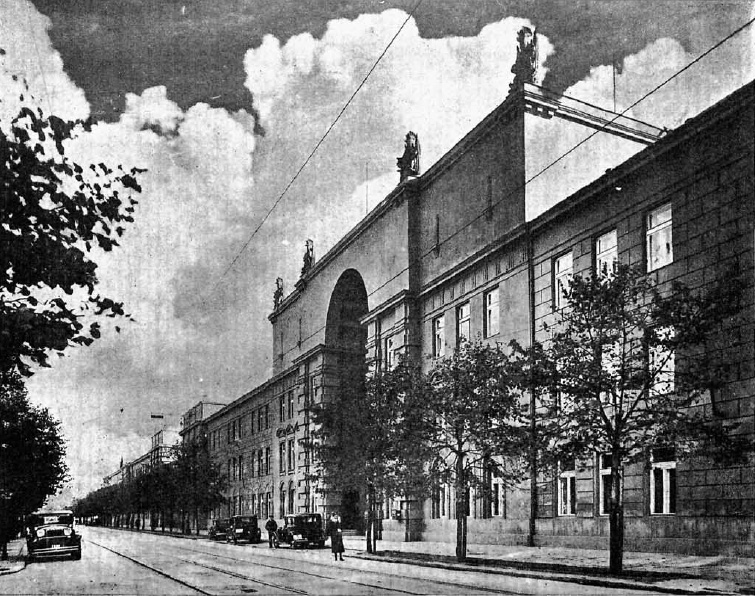
Будинок Міністерства військових справ у Варшаві

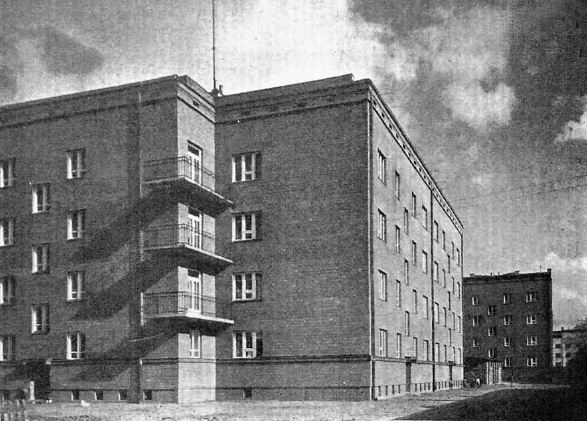
Дім у місцевості Прага у Варшаві, збудований 1930 року

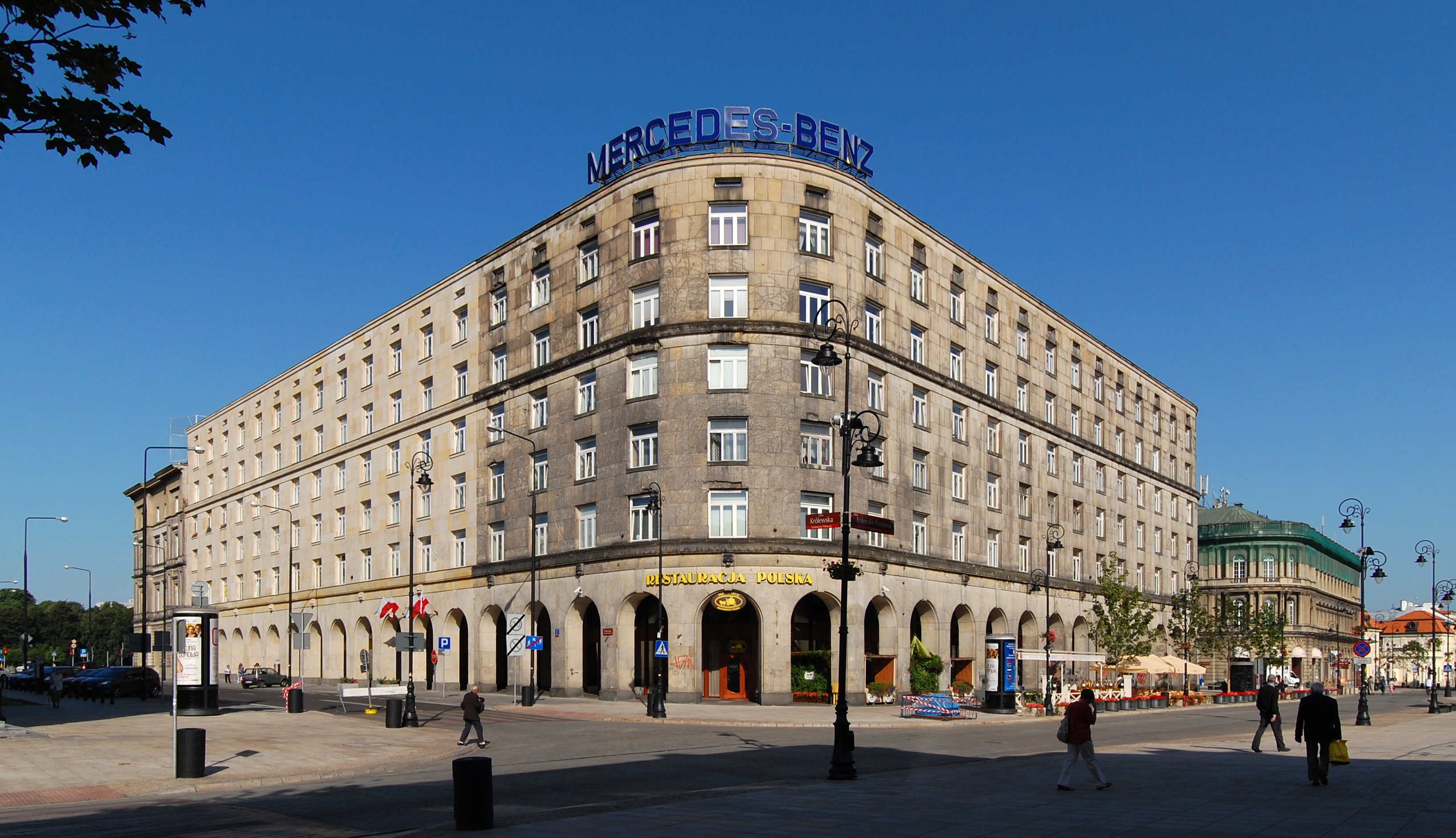
Дім на вулиці Краківське передмістя, 11 у Варшаві, збудований 1933 року

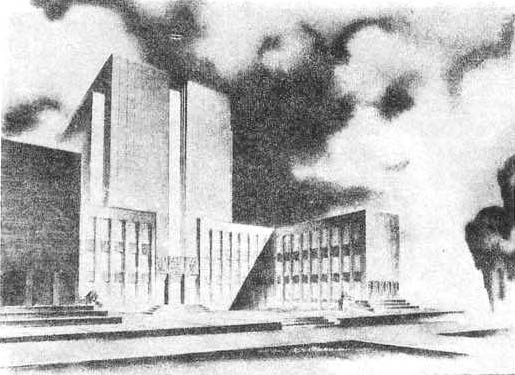
Проєкт Музею землі поморської у Торуні. 1935 рік

Чеслав Пйотр Пшибильський (пол. Czesław Piotr Przybylski, 19 травня 1880, Варшава — 14 січня 1936, там само) — польський архітектор.

## Біографія
Народився 19 травня 1880 року у Варшаві. 1904 року закінчив будівельний факультет Варшавської політехніки. У 1904-1906 роках навчався у Паризькій школі мистецтв. У 1906-1908 роках працював в архітектурному бюро професора Макса Ленгера у Карлсруе. Від 1908 року працював у Варшаві самостійно, як архітектор. 
Належав до варшавського Кола архітекторів. Член Товариства опіки над пам'ятками минулого. Входив до комітету, який опікувався реставрацією будинку товариства — кам'яниці Баричків на Ринку у Варшаві (реставрація тривала у 1911-1912 роках). Від 1931 року був членом ради варшавського Інституту пропаганди мистецтва.
1906 року часопис «Architekt» публікував дипломну роботу Пшибильського — проєкт дому інвалідів, виконаний під керівництвом Миколи Толвінського. Експонував роботи на п'ятій виставці Товариства заохочення красних мистецтв у Варшаві у грудні 1908 — січні 1909.
Член журі конкурсу проєктів поліхромії костелу в Кам'янці-Подільському (1912), озеленення міста-саду Зомбки (1913), робітничої колонії у Страховіцах (1920), костелу святого Роха в Білостоку (1926), Державної промислово-ремісничої школи в Познані (1927), Фонду військового квартирування на ескізні проєкти житлових будинків у Бельську і Кракові (1929), виставкового павільйону Інституту пропаганди мистецтва у Варшаві (1931).
Отримав 5 листопада 1935 року Золотий академічний лавровий вінок за «видатні заслуги для польського мистецтва загалом». Відзначений посмертно Командорським хрестом Ордену Відродження Польщі. 
Помер 14 січня 1936 року у Варшаві. Похований на Повонзківському цвинтарі, поле 198-II-4. 

## Роботи
- Проєкт костелу у стилі «свойському» в селі Орлув-Муровани Люблінського воєводства. Здобув перше місце на конкурсі 1910 року. Співавтор Здислав Каліновський.[13]
- Проєкт вілли як польського павільйону для ювілейної міжнародної виставки в Римі 1910 року. Здобув третє місце на відбірковому конкурсі. Співавтор Здислав Каліновський.[14]
- Третє місце на конкурсі проєктів парцеляції маєтку Зомбки під Варшавою (1912).[15]
- Проєкт театру у Вільнюсі. Здобув перше місце на конкурсі 1912 року.[16]
- Будівля приватного Польського театру у Варшаві (1913).[17]
- Відбудова Народного театру у Варшаві після пожежі. Проєкт, обраний на конкурсі, реалізовувався у 1921-1924 роках. Будівлю пристосовано до нових вимог пожежної безпеки. Кількість місць було збільшено з 800 до 1000, виконано нове оздоблення інтер'єрів. Збережено первісний вигляд головного фасаду, створено два вхідні вестибюлі від площі Театральної й від вулиці Вежбової. Майже вдвічі збільшено розмір сцени, а в її конструкціях використання займистих матеріалів зведено до мінімуму. Добудовано додаткові приміщення гардеробів і складів декорацій.[18]
- Проєкт Міського театру у Лодзі у спрощених формах класицизму. Створений 1924 року, мав постати на місці парку ім. Монюшка, напроти вокзалу Лодзь-фабрична. Розпочато лише земляні роботи, але через брак коштів будівництво припинено.[19] За іншими даними проєкт походив із 1923 року.[20]
- Перебудова старих російських казарм на вулиці Нововєйській у Варшаві на будинок Міністерства військових справ (1923).[21]
- Проєкт кафедрального костелу в Катовицях. Отримав почесну згадку журі на конкурсі у квітні 1925 року.[22]
- Проєкт «Дому репрезентаційного» у Лодзі. Динамічний модерністичний об'єкт із сильними вертикальними акцентами. Здобув перше місце на конкурсі 1927 року. Мав бути продовженням будинку магістрату. Не був реалізований.[19]
- Третє місце на конкурсі проєктів будинку Міністерства закордонних справ Польщі у Варшаві (1929).[23]
- Головний вокзал на алеях Єрусалимських у Варшаві. Збудований за конкурсним проєктом від 1929 року, де був відзначений премією. Знищений під час Другої світової війни.[24]
- Житлові будинки для підофіцерів у місцевості «Прага» у Варшаві (1930).[25]
- Проєкт храму Провидіння Господнього у Варшаві на другому (закритому) конкурсі на цей костел, що проводився 1931 року.[26] Французький журнал L'Architecture d'aujourd'hui № 5 за 1932 рік опублікував 4 ілюстрації проєкту.[27]
- Вілла Густава Вертгайма на Крулевській Гурі в Констанціні (1933).[28]
- Дім Фонду військового квартирування на вулиці Краківське передмістя, 11 у Варшаві. Проєкт обрано 1933 року на закритому конкурсі.[29] Мешканцями Варшави прозваний «Домом без граней» (пол. Dom bez Kantów).[30]
- Проєкт Музею землі поморської на вулиці Грудзьондзькій у Торуні. Створений для закритого конкурсу 1935 року. Через зміну локалізації конкурс, однак не відбувся.[31]
- Костел святого Станіслава Єпископа в селі Пусткув-Оседле. Проєкт 1938 року, реалізований до лютого 1939. Співавтор Здислав Монченський.[32]
- Будинок Інституту хімічних досліджень Варшавської політехніки.[33]
- Серія будинків у Варшаві на вулицях Торговій, Ратушовій, Ягеллонській.[34]